# Рик Штайнер
Ро́берт Рехшта́йнер (англ. Robert Rechsteiner, род. 9 марта 1961, Бей-Сити, Мичиган) — американский рестлер и брокер по недвижимости, более известный под именем Ри́к Шта́йнер.
Штайнер наиболее известен по карьере в World Championship Wrestling (WCW), где он восемь раз становился командным чемпионом мира WCW (семь раз вместе со своим братом Скоттом Штайнером и один раз с Кенни Каосом). Помимо успехов в командных боях, он также был чемпионом Соединённых Штатов в тяжелом весе и трехкратным телевизионным чемпионом мира. За пределами WCW Штайнер добился успеха в New Japan Pro-Wrestling, где он и Скотт дважды становились командными чемпионами IWGP, и в World Wrestling Federation, где они дважды выигрывали командное чемпионство мира.

## Личная жизнь
У Рехштайнера есть три сына — Хадсон, Маверик и Бронсон. В 2020 году Бронсон подписал контракт с командой Национальной футбольной лиги «Балтимор Рэйвенс» в качестве новичка. В 2021 году он подписал контракт с WWE.
В середине 2004 года Штайнер занялся продажей недвижимости. В настоящее время он работает в компании «Рик Штайнер и партнеры» в Atlanta Communities Real Estate Brokerage в северной части Атланты.
Он также является членом школьного совета округа Чероки. Он был лишен права участвовать в праймериз на 2006 год из-за того, что использовал фамилию Штайнер, а не свою реальную фамилию. Штайнер мог баллотироваться на переизбрание, если бы представил петицию с 4 500 подписями; однако он не смог этого сделать. Таким образом, в ноябре 2006 года Штайнер выдвинул свою кандидатуру как вписанный кандидат и победил.

## Титулы и достижения
- George Tragos/Lou Thesz Professional Wrestling Hall of Fame
  - С 2014 года[1]
- Jim Crockett Promotions/World Championship Wrestling
  - Чемпион NWA Флорида в тяжёлом весе (1 раз)[2]
  - Телевизионный чемпион мира NWA/WCW (3 раза)[3]
  - Чемпион Соединённых Штатов WCW в тяжёлом весе (1 раз)[4][5]
  - Командный чемпион Соединённых Штатов NWA/WCW (2 раза) — с Эдди Гиллбертом (1) и Скоттом Штайнером (1)[6]
  - Командный чемпион мира NWA (Среднеатлантическая версия)/WCW (8 раз) — со Скоттом Штайнером (7) и Кенни Каосом (1)[7][8][9]
  - Мемориальный командный турнир Пэта О’Коннора (1990) — со Скоттом Штайнером
- Mid-Atlantic Championship Wrestling
  - Командный чемпион NWA Mid-Atlantic (2 раза) — с Терри Тейлором (1) и Скоттом Штайнером (1)[10]
- New Japan Pro-Wrestling
  - Командный чемпион IWGP (2 раза) — со Скоттом Штайнером[11]
- Preston City Wrestling
  - Командный чемпион PCW (1 раз) — со Скоттом Штайнером[12]
- Pro Wrestling America
  - Командный чемпион PWA (1 раз) — со Скоттом Штайнером[13]
- Pro Wrestling Illustrated
  - Матч года (1991) со Скоттом Штайнером vs. Лекса Люгера и Стинга на SuperBrawl I
  - Команда года (1990, 1993) со Скоттом Штайнером
- Pro Wrestling This Week
  - Рестлер недели (2 мая 1987) со Стингом[14]
- Pure Action Championship Wrestling
  - Командный чемпион PACW (1 раз) — со Скоттом Штайнером
- Southern Championship Wrestling
  - Чемпион SCW (1 раз)[15]
- United Wrestling Federation
  - Командный турнир «Рок-н-Ролл Экспресс»— со Скоттом Штайнером (2007)
- Universal Wrestling Federation
  - Командный чемпион мира UWF (1 раз) — со Стингом[16]
- World League Wrestling
  - Чемпион в тяжёлом весе WLW (2 раза)[17]
- World Pro Wrestling
  - Чемпион в тяжёлом весе WPW (1 раз)[18]
- World Wrestling Federation/WWE
  - Командный чемпион мира WWF (2 раза) — со Скоттом Штайнером[19][20]
  - Зал славы WWE (2022) — со Скоттом Штайнером
- Wrestling Observer Newsletter
  - Команда года (1990) со Скоттом Штайнером
  - Самый прибавивший (1986)
  - Луший образ (1988)
  - Матч года (1991) со Скоттом Штайнером vs. Хироси Хасэ и Кенсукэ Сасаки на WCW/New Japan Supershow